# روز قلم
روز قلم  در ایران باستان روز سیزدهم تیر، جشن‌تیرگان، بوده است؛ از آن جهت که در این روز هوشنگ، پادشاه پیشدادی، نویسندگان را گرد آورد و گرامی داشت.
ولی در تقویم رسمی ایران روز چهاردهم تیرماه روز قلم است. این روز در سال ۱۳۸۱ پس از پیشنهاد انجمن قلم ایران و تصویب شورای عالی انقلاب فرهنگی به ثبت رسید.